# Marin Mornar
Marin Mornar (Zagreb, 26 de marzo de 1993) es un baloncestista croata que pertenece a la plantilla del Kongsberg Miners de la BLNO, la primera división noruega. Con 2,03 metros de estatura, juega en la posición de ala-pívot.

## Trayectoria deportiva

### Universidad
Jugó cuatro temporadas con los Lions de la Universidad Loyola Marymount en las que promedió 5,8 puntos, 3,7 rebotes y 1,1 tapones por partido.

### Profesional
Tras no ser elegido en el Draft de la NBA de 2017, firmó su primer contrato profesional con el Horsens IC de la Basket Ligaen danesa, Allí jugó una temporada saliendo desde el banquillo, en la que promedió 5,8 puntos y 2,9 rebotes porpartido.
En junio de 2017 firmó con el Borås Basket de la Basketligan sueca. Allí jugó una temporada, además de la fase de clasificación para la FIBA Europe Cup, promediando al final 11,0 puntos y 4,7 rebotes por partido.
En agosto de 2018 volvió a cambiar de equipo y de liga, al fichar por el KK Mornar Bar de la Erste Liga, la principal competición de Montenegro. Disputó únicamente once encuentros, siendo cortado en el ms de diciembre. En febrero de 2019 volvió a competir, tras firmar con el Raiffeisen Flyers Wels de la Österreichische Basketball Bundesliga, la primera división austriaca, donde acabó la temporada promediando 7,2 puntos y 4,1 rebotes.